# Nostradamus
Michel de Nostredame, conegut habitualment com a Nostradamus (Sant Romieg de Provença, 14 de desembre de 1503 – Selon de Provença, 2 de juliol de 1566), nom llatinitzat del nom original occità Miquèl de Nòstra Dama, fou un apotecari provençal i un dels publicadors de profecies més famosos del món. És conegut pel seu llibre Les Propheties, la primera edició del qual va aparèixer el 1555.
D'ençà de la publicació del seu llibre, que no s'ha deixat d'imprimir des de la seva mort i que sempre ha estat molt popular a tot el món, Nostradamus ha atret molts seguidors. Els seus entusiastes li donen el crèdit d'haver predit la majoria dels principals esdeveniments mundials. En canvi, la major part de les fonts acadèmiques mantenen que les associacions fetes entre els successos i els quartets de Nostradamus són principalment el resultat de males interpretacions o males traduccions (de vegades deliberades) o són massa ambigües per poder ser útils com a prova d'un poder predictiu real. A més, cap de les fonts llistades aporta evidència que algú hagi mai interpretat un quartet de Nostradamus de forma que pogués identificar un esdeveniment encara per ocórrer.
Tanmateix, alguns comentaristes ocasionals han utilitzat amb èxit un procés d'interpretació lliure i determinada "torsió" de les seves paraules per predir un esdeveniment aparentment imminent. Per exemple, en 1867 (tres anys abans que succeís), Le Pelletier ho va fer per anticipar o bé el triomf o bé la derrota de Napoleó III en una guerra que, en aquell cas, va demanar ser identificada com la Guerra francoprussiana, si bé va admetre que no podia especificar quina o quan.
De tota manera, l'interès per l'obra d'aquesta prominent figura del Renaixement francès encara és considerable, especialment en els mitjans de comunicació i en la cultura popular.

## Biografia

### Infantesa

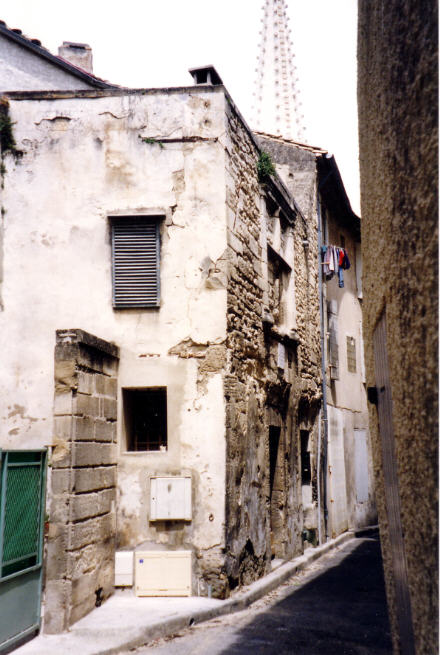
La casa on se suposa que Nostradamus va néixer.

Nascut el 14 de desembre de 1503 a la vila occitana de Sant Romieg de Provença, lloc on el seu pretès lloc de naixement encara existeix, Miquèl de Nòstra Dama va ser un dels almenys 8 fills de Reinièra de Sant Romieg i el comerciant de gra i notari Jaume de Nòstra Dama. La seva família era d'orígens jueus, tot i que el pare d'en Jaume de Nòstra Dama, Gui Gassonet, ja s'havia convertit al catolicisme als voltants de 1455, moment en el qual escollí el nom de "Pèire" i el cognom de "Nòstra Dama" (aparentment triat pel nom del sant del dia en què la conversió es va oficiar).
Els seus germans coneguts inclouen Delfina, Joan (als voltants de 1507–77), Pèire, Ector, Loís (nascut el 1522), Bertrand, Joan (historiador) i Antòni (nascut el 1523).
Es coneix poca cosa més de la infància de Nostradamus, malgrat que hi ha una creença ferma que va ser educat pel seu besavi per part de mare, Joan de Sant Romieg, fet que és discutible per la desaparició de dades històriques després de 1504, quan el nen només tenia un any.

### Anys d'estudiant
A l'edat de quinze anys, Nostradamus va accedir a la Universitat d'Avinyó (Valclusa) per cursar el batxillerat. Després de poc més d'un any (quan ja devia haver cursat educació clàssica en retòrica, gramàtica i lògica, més que no pas estudis posteriors de geometria, aritmètica, música i astronomia/astrologia), es va veure obligat a abandonar Avinyó quan la universitat va tancar les portes davant la irrupció de la pesta negra. El 1529, després de diversos anys com a apotecari, va ingressar a la Universitat de Montpeller per doctorar-se en Medicina. En va ser expulsat poc després d'ingressar-hi quan es va descobrir que havia estat farmacèutic, una feina explícitament vetada pels estatuts de la universitat. El document de l'expulsió (BIU Montpeller, Registre S 2 folio 87) encara existeix als arxius de la facultat. Malgrat això, molts dels seus editors l'anomenen "Doctor". Després de la seva expulsió, Nostradamus va continuar treballant, suposadament com a apotecari, quan es va fer famós per crear la "píndola rosa", que suposadament protegia contra la plaga.

### Casament i treballs de curació
El 1531 Nostradamus fou convidat per Giulio Cesare Scaligero, un prominent renaixentista, per anar a Agen. Allà es casà amb una dona de nom incert (possiblement Enrieta d'Encausse), que infantà dues criatures. El 1534 la seva dona i els seus fills moriren, possiblement a causa de la pesta. Després de la seva mort, seguí viatjant, travessant França i possiblement Itàlia.

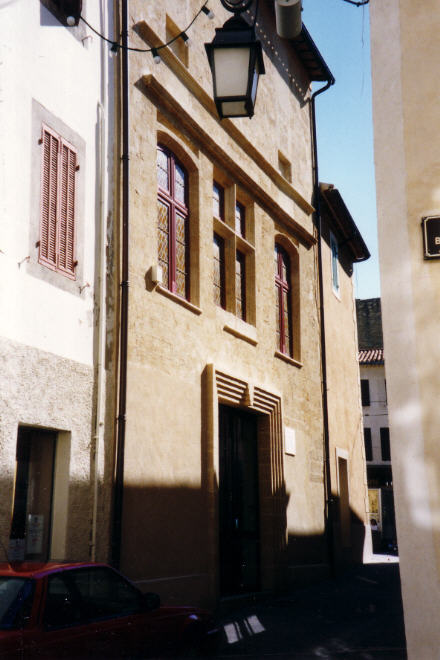
Casa de Nostradamus a Selon de Provença.

En el seu retorn el 1545, assistí el metge Loís Serre en la lluita contra la pitjor irrupció de la plaga a Marsella, i posteriorment va lluitar pel seu compte contra els brots de la malaltia a Selon de Provença i la seva capital regional Ais de Provença. Finalment, el 1547 s'establí a Selon de Provença, en una casa que encara es pot trobar actualment, i on es casà amb una ben aposentada vídua de nom Anna Ponsarda, la qual li dona sis fills més (tres fills i tres filles). Entre els anys 1556 i 1567, Nostradamus i la seva dona adquiriren una tretzena part del gran projecte organitzat per Adam de Craponne per irrigar la zona seca de Salon i la propera vila de Crau prop del riu Durença.

### Profeta
Després d'una altra visita a Itàlia, Nostradamus es començà a desplaçar de la medicina cap a l'ocultisme. Seguint tendències populars, escrigué un almanac cap al 1550, i per primera vegada llatinitzà el seu cognom (Nòstra Dama) pel de Nostradamus. Encoratjat per l'èxit de l'almanac es decidí a escriure'n un més anualment. Recollits conjuntament contenen almenys 6338 profecies, així com almenys nou calendaris anuals, tots els quals s'inicien l'u de gener i no, com es creu de vegades, el març. Va ser principalment una reacció a causa dels almanacs que Nostradamus va començar a rebre consultes astrològiques i prediccions per part de la noblesa d'altres persones benestants de terres llunyanes, malgrat que normalment ell esperava que li facilitessin les dates de naixement en què fonamentar els horòscops, en contra de la pràctica habitual dels astròlegs professionals. Quan s'obligava a si mateix a provar això, sobre la base de les taules publicades de l'època, sovint va cometre errors i no va aconseguir ajustar les xifres de lloc o moment del naixement dels seus clients.
Llavors va començar el seu projecte d'escriure un llibre d'un miler de quartets, que constitueixen les extenses profecies sense datar per les quals encara és famós a hores d'ara. Atès que cada llibre contenia exactament cent quartets, els va anomenar Centúries.
En sentir-se vulnerable al fanatisme religiós, va tramar un mètode per ocultar el seu significat tot utilitzant una sintaxi virgilitzada, jocs de paraules, un francès arcaic per a la seva època i una mescla de llenguatges com el grec clàssic, italià, llatí i provençal. Per raons tècniques en la publicació de tres entregues (l'editor de la tercera i última entrega semblava poc inclinat a iniciar-ho a la meitat del segle), els últims 58 quartets del segle xvii no han sobreviscut en cap edició existent.
Els quartets, publicats en un llibre titulat Les Propheties, van rebre diverses reaccions un cop arribats al públic. Alguns pensaren que Nostradamus era un servent del diable, un impostor o un malalt mental, mentre que diversos entre l'elit pensaren que eren profecies inspirades espiritualment, estant sota la llum de les seves fonts post bíbliques (vegeu a sota fonts literàries), com el mateix Nostradamus preferia dir. Caterina de Mèdici, la reina consort del rei Enric II de França, va ser una de les principals admiradores de Nostradamus. Després de llegir els seus almanacs el 1555, que van proporcionar pistes sobre diverses amenaces anònimes a la família reial, ella el convocà a París per poder-se explicar i dibuixar horòscops per als seus fills. Al mateix temps, ell temia poder ser decapitat, però al moment de la seva mort el 1566, Caterina el nomenà Counselor i Metge de Capçalera del rei.
El 1556, poc després de la primera edició de les set primeres centúries, Nostradamus es traslladà a Itàlia, on fou rebut pel Papa Pau IV. Durant aquest viatge es va deturar un cert temps a Torí. Després retornà a Saló.
Diverses notes biogràfiques de la vida de Nostradamus indiquen el seu temor a ser perseguit per heretgia per la inquisició, però ni la profecia ni l'astrologia estaven dins la seva "jurisdicció", i només hauria estat en perill si hagués practicat la màgia per ajudar-se en les prediccions. De tota manera, la seva relació amb l'església com a profeta i sanador era excel·lent. El seu empresonament puntual a Marignane a finals de 1561 va ser motivat només per la publicació del seu almanac pel 1562 sense el permís exprés del bisbe, cosa contrària a un recent decret reial.

### Anys finals i mort

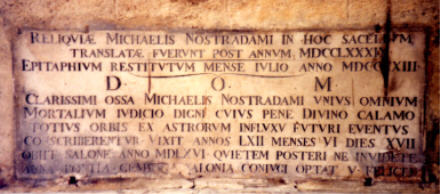
Tomba de Nostradamus al Collégiale St-Laurent, Salon.

El 1566, la gota que patia Nostradamus, que li havia provocat molts dolors i li dificultà el moviment durant diversos anys, es va convertir en un edema o hidropesia. A finals de juny d'aquell any, va cridar el seu advocat per deixar com a llegat les seves propietats i 3.444 corones, excepte alguns deutes, a la seva dona, un deute pendent de les seves segones noces, i als seus fills (quan fessin 25 anys), i a les seves filles (quan es casessin). Aquest testament va ser seguit per algunes modificacions menors. La nit de l'u de juliol, es creu que va parlar amb el seu secretari Jean de Chavigny per anunciar que l'endemà no el trobarien viu a la sortida del sol. L'endemà al matí se'l van trobar mort estirat a terra al costat del llit (Presage 141 [originalment 152] per novembre 1567, com pòstumament va escriure's per arreglar-ho). Fou sebollit a la capella franciscana local (una part de la qual s'ha incorporat actualment al restaurant La Brocherie), però fou enterrat de nou durant la Revolució Francesa a la Collégiale St-Laurent, on encara avui es manté la seva tomba.

## Obres

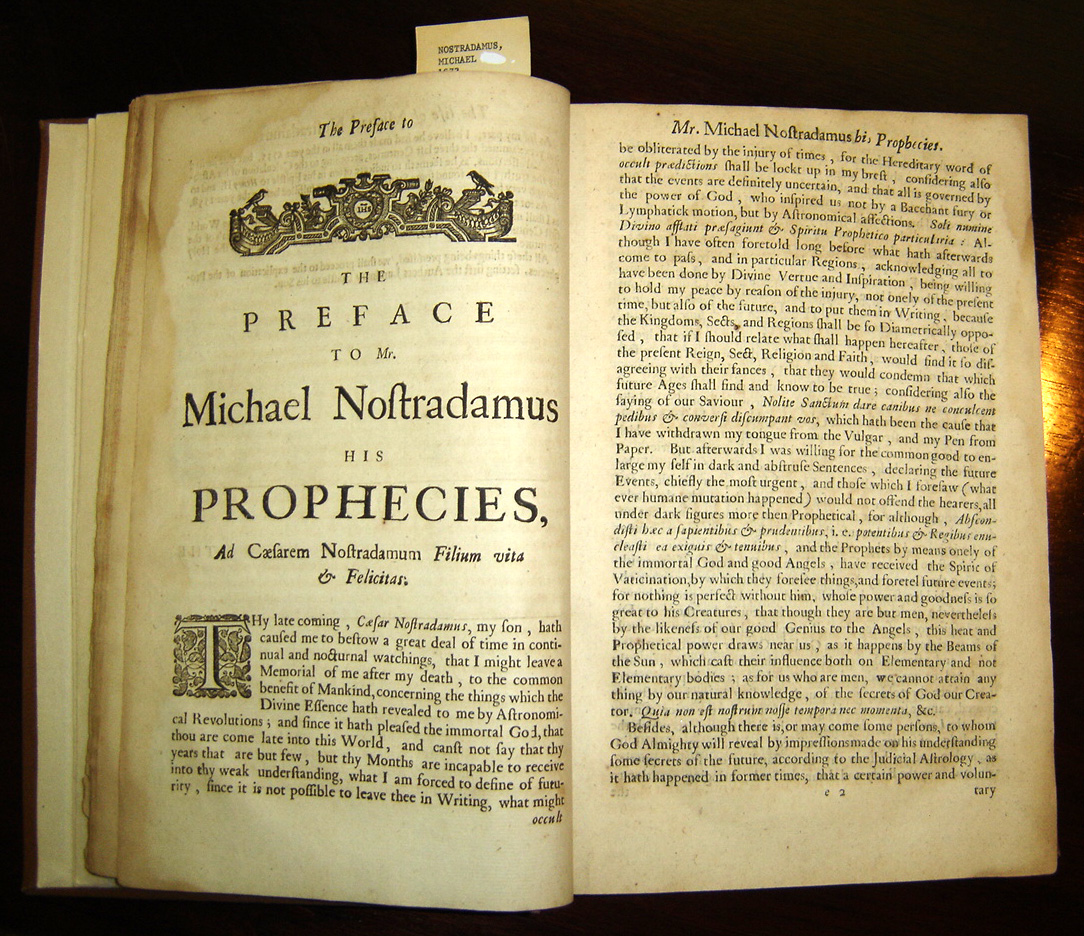
Còpia de Garencières' 1672 Traducció anglesa de les Propheties, situat al P.I. Nixon Medical History Library de la Universitat de Texas al Centre de Ciències de la Salut a San Antonio.

A Propheties, Nostradamus hi recull la seva col·lecció de les principals prediccions a llarg termini, la primera entrega de la qual es publicà el 1555. La segona edició, amb 298 versicles profètics més, s'imprimí el 1557. La tercera edició, amb tres-cents nous quartets, s'imprimeix el 1558, però actualment només existeix una part de l'antologia que es va publicar abans de la seva mort el 1568. Aquesta versió conté un quartet sense rima i 941 rimats, agrupats en nou grups de 100 i un altre de 42, anomenats "Segles".
Per causa de les pràctiques d'impremta de l'època (que inclouen la "tècnica" d'impressió dictada), no es troben dues edicions idèntiques, i és relativament estrany trobar dues còpies que siguin exactament iguals. Certament, no hi ha cap garantia, com solen dir els desxifradors, que cap de les transcripcions de cap de les edicions siguin originals d'en Nostradamus.
Els Almanacs, que es van publicar anualment des del 1550 fins a la seva mort són els més populars dels seus treballs. Sovint en podia publicar dos o fins i tot tres en un sol any, titulats cadascun Almanacs (Prediccions detallades), Pronòstics o Presagis (prediccions més generals).
Nostradamus, a més de ser un endeví, també era un sanador professional. Es coneixen almenys dos llibres escrits per ell sobre ciència mèdica. Un és una suposada traducció de Galènica, i s'anomena Traité des fardemens (principalment un receptari amb material recollit d'altres llocs), on inclou una descripció amb mètodes per combatre la plaga, on cap d'ells (incloent-hi la sagnia), aparentment funcionaven. El mateix llibre també descriu com preparar cosmètics i confitures.
Un altre manuscrit conegut com a Orus Apollo encara existeix a la biblioteca municipal de Lió, on més de 2000 documents originals de Nostradamus es conserven sota la tutela de Michel Chomarat. És una pretesa traducció d'un antic treball grec sobre jeroglífics egipcis basat en traduccions llatines posteriors, totes elles desconeixedores dels significats reals de l'antiga escriptura egípcia, que no va ser desxifrada correctament fins al treball de Jean François Champollion al segle xix.
Des de la seva mort, només les Profecies han seguit essent populars, però en aquest cas de forma una mica extraordinària. Més de 200 edicions van aparèixer en aquell temps, juntament amb més de 2000 comentaris. La seva popularitat rau en el fet que la vaguetat i la falta de dates emprades fa que sigui senzill d'assignar-les de forma selectiva als principals successos dramàtics de forma retrospectiva i anunciar-ho com a encerts.